# 南極座CG
南極座CG，又名CP-89 53，HD 206553、SAO 258931、HR 8294，是南極座的一颗恒星，视星等为6.57，位于銀經303.63，銀緯-28.13，其B1900.0坐标为赤經21h 37m 37.1s，赤緯-89° -28.13′ 3″。